# Gerry Théberge
Gérard "Gerry" Théberge (* 18. Dezember 1930 in Saint-Hyacinthe, Québec; † 1. Mai 2000 in Waterloo, Ontario) war ein kanadischer Eishockeyspieler.

## Karriere
Gerry Théberge begann seine Karriere als Eishockeyspieler bei den Granby Royals und Victoriaville Tigers, für die er von 1947 bis 1949 in der Quebec Junior Hockey League aktiv war. Anschließend spielte er ebenfalls zwei Jahre lang für die Guelph Baltimores aus der Junior Ontario Hockey Association. Von 1951 bis 1953 war er für die Jonquiere Marquis und Matane Red Rocks in der Seniorenliga St. Lawrence Hockey League tätig. Von 1953 bis 1960 spielte er für die Kitchener-Waterloo Dutchmen aus der Ontario Hockey Association. Mit der Mannschaft gewann er 1955 den Allan Cup, den kanadischen Amateurmeistertitel. Zudem repräsentierte er Kanada mit den Dutchmen bei den Olympischen Winterspielen 1956. Von 1961 bis 1964 lief er nach einjähriger Pause für die Woodstock Athletics aus der Senior Ontario Hockey Association.

### International
Für Kanada nahm Théberge an den Olympischen Winterspielen 1956 in Cortina d’Ampezzo teil, bei denen er mit seiner Mannschaft die Bronzemedaille gewann.

## Erfolge und Auszeichnungen
- 1955 Allan-Cup-Gewinn mit den Kitchener-Waterloo Dutchmen

### International
- 1956 Bronzemedaille bei den Olympischen Winterspielen